# Hi-fi
Pour les articles homonymes, voir High fidelity (homonymie) et Hi-fi (homonymie).
Hi-fi (écrit aussi Hi-Fi, Hifi, ou encore hifi), est l'abréviation du terme anglophone « high fidelity », traduit en français par « haute-fidélité » et utilisé dans l'électronique grand public et l'électroacoustique.

Lorsque le terme est apparu dans les années 1930, appliqué au son du cinéma parlant et de la radiodiffusion, il désignait une meilleure qualité de la reproduction sonore, en particulier la reproduction d'une gamme plus étendue de fréquences. La notion de fidélité s'entend par rapport au son des instruments acoustiques, de la voix humaine, ou même des bruits, le but étant d'obtenir une reproduction sonore aussi proche que possible de l'original.

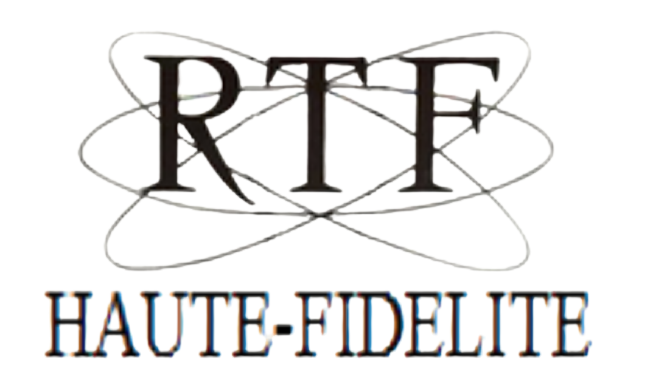
Radio Haute-Fidélité de la RTF, qui deviendra France Musique, diffusée en FM (20 octobre au 8 décembre 1963).

Mais il s'agit d'un slogan commercial et non d'une norme. Et à partir des années 1950, il a fini par désigner, de façon générique toutes sortes d'équipements audio, destinés à la reproduction du son dans un contexte domestique, dont l'archétype est la « chaîne Hi-fi » composée d'appareils indépendants, associés entre eux. Ces appareils, et leurs noms, provenant souvent de l'anglais, ont évolué au fil du temps :  récepteur radio (« tuner »), platine tourne-disques (« électrophone », « pick-up »), lecteur-enregistreur (« magnétophone ») à bandes magnétiques ou à cassettes (« K7 audio »), lecteur de disques compacts (« compact-discs », « CD »), amplificateur, enceintes, etc., et plus récemment, lecteur réseau (« streamer »), convertisseur numérique-analogique (« digital audio converter », « DAC »), etc.
La reproduction fidèle du son original suppose un certain niveau de qualité qui implique notamment une faible distorsion, un bon rapport signal sur bruit, une linéarité de la réponse et une large étendue de la plage de fréquences, à tous les stades, depuis son enregistrement jusqu'à sa reproduction. Mais contrairement à une opinion répandue, la notion d'appareil « Hi-fi » ne correspond à aucune définition précise, ni à aucune norme. Aucune vérification des performances n'est réalisée par un organisme de contrôle. Les constructeurs affichent un certain nombre de données concernant leurs produits, mais celles-ci ne sont pas normalisées et les méthodes de mesure peuvent varier. Néanmoins, certains revendeurs et des revues spécialisées réalisent, ou ont réalisé au fil du temps, des comparatifs standardisés.
On peut d'ailleurs remarquer que le terme « haute-fidélité » est absent des ouvrages scientifiques et techniques portant sur le domaine dont elle relève. En effet, la haute-fidélité peut aussi se définir comme une activité commerciale lucrative et un loisir coûteux, avec de nombreuses dérives, auxquels les scientifiques et les professionnels du son ne souhaitent surtout pas être associés. Il existe par contre des standards dans le monde professionnel, définis notamment par la Audio Engineering Society (AES).

## Histoire
Les premiers procédés d'enregistrement et de reproduction sonore sont mécaniques :  le phonographe de Thomas Edison, à rouleau, puis le gramophone de Emile Berliner, à disque plat. En 1889, lorsque le colonel Gouraud fit la démonstration du phonographe à Paris, auprès de l'Académie française, Giuseppe Verdi, présent, se serait écrié : « Quelle fidélité ! ». Les sons et les voix étaient pourtant fortement déformés.

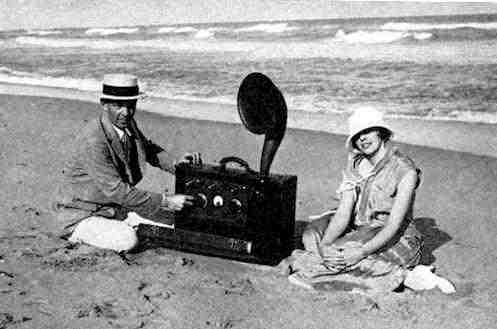
Edwin Armstrong et sa femme en 1923 avec une radio portable superhétérodyne.

La « haute-fidélité » (Hi-fi) est plutôt la lointaine héritière du téléphone, de la transmission et du télégraphe sans fil (TSF) dénommé en anglais « wireless » et de la radio, qui utilisent des procédés électriques. En 1906, Lee De Forest un ingénieur de Bell Labs invente l'audion, ancêtre des tubes électroniques, qui permet de réaliser les premiers amplificateurs électroniques. Cette invention améliore la qualité sonore des transmissions téléphoniques et l'intelligibilité de la voix.
Lors de la Première Guerre mondiale, le gouvernement américain crée la Radio Corporation of America (RCA) qui va monopoliser ces nouvelles technologies pour améliorer les transmissions radio dans les zones de guerre. À la fin de la guerre, le major Edwin Howard Armstrong y apporte des améliorations et développe la radio FM (modulation de fréquence), alors que la radio utilise jusqu'alors la modulation d'amplitude (radio AM). Mais sa mise en oeuvre ne sera pas immédiate.
Dans les années 1920, une fois que la radio a cessé d'être ce « jouet complexe » auxquels s'intéressent quelques passionnés rivés à l'écoute des radios de l'étranger, quand elle devient un objet de divertissement familial, la notion de la « fidélité » (en anglais : fidelity, mais on trouve souvent le terme faithfull reproduction) aux sons des instruments de musique et des voix, notamment par la reproduction des harmoniques qui leur confèrent leurs timbres particuliers, commence à être présente. Une publicité pour l'enceinte « Ideal » de la marque londonienne Ormond en fait son slogan en décembre 1927.

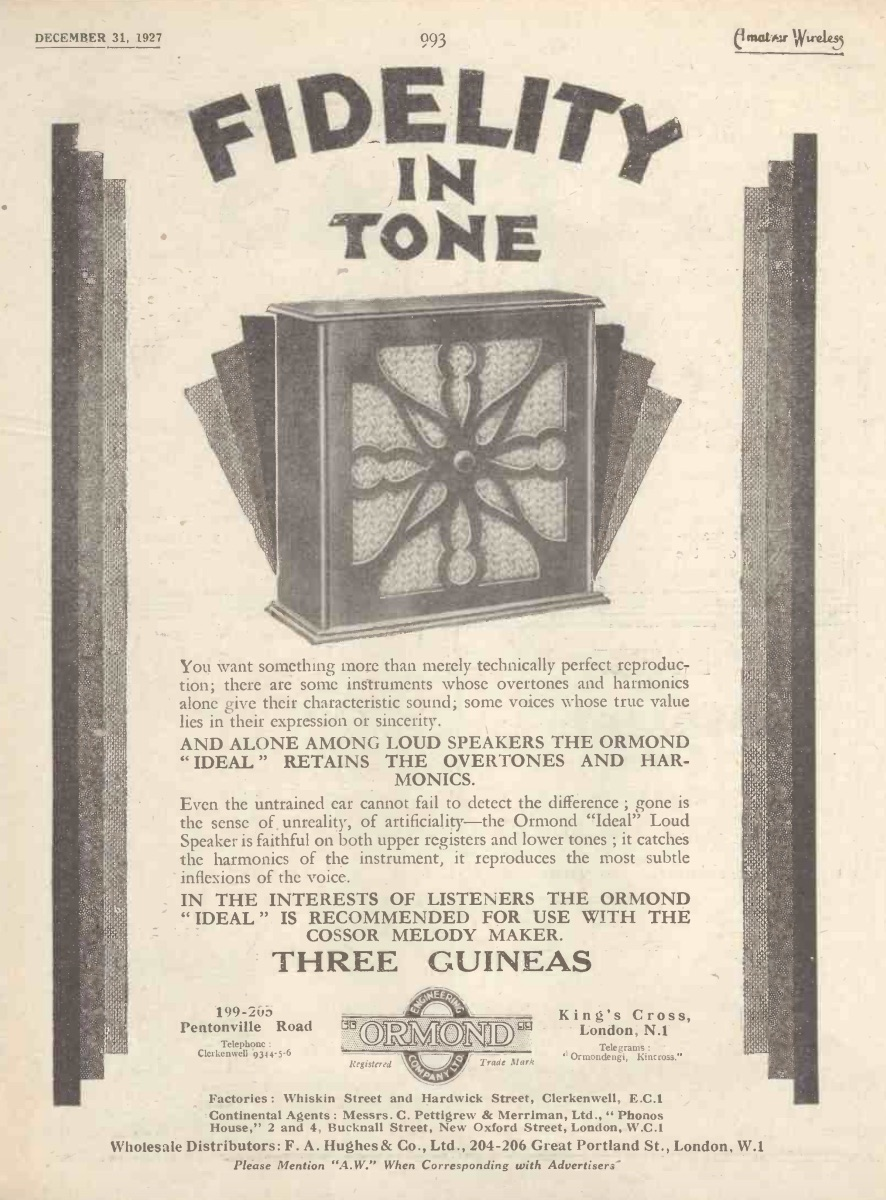
Publicité pour l'enceinte Ormond Ideal en 1927 avec le slogan en (« Fidélité aux timbres »).

Mais d'après le Oxford English Dictionnary, la première occurrence du terme « haute-fidélité » (« high fidelity ») figure en 1933 dans le magazine américain Billboard. Il s'agit d'une publicité pour le photophone, le projecteur de cinéma de la firme RCA qui avait été introduit en 1928, aux débuts du cinéma sonore, avec l'enregistrement du son sur une piste optique.
« The RCA Victor Photophone Stationary type 35 mm Projector…providing high fidelity sound—the ultimate in sound motion pictures, Billboard, April 15, 1933 (advertisement). »
« Le projecteur RCA Victor Photophone Stationary type 35 mm… offre un son haute fidélité - le nec plus ultra en matière de films sonores, Billboard, 15 avril 1933 (publicité) »
— Oxford English Dictionnary, high fidelity.
Dès l'avènement du cinéma parlant, l’industrie du cinéma américain remarque que la qualité audio, tant pour la parole que pour les bruitages et la musique, devient pour le public une part importante de l'expérience du grand écran et un argument commercial important. Cette nouvelle demande va faire de la qualité des bandes-son du cinéma l'un des principaux défis techniques de cette époque. Jusqu'à la fin des années 1930, la compétition entre Bell Laboratories et RCA et les améliorations techniques, vont poser les fondations de l'industrie moderne de la Hi-fi.
Mais, en parallèle, à cette même période, la question de la fidélité aux sons réels agite aussi le monde de la radiodiffusion. Les récepteurs radio sont pour la plupart incapables de reproduire les fréquences sonores au delà de 5 000 Hz, ce qui est très en deçà du spectre audible. Quelques-uns sont de meilleure qualité, mais les meilleures stations émettrices, comme celles de la BBC à Londres, ne dépassent de toute façon pas 12 000 Hz. Certains ingénieurs soutiennent que la coupure à 5 000 Hz est suffisante, que le cerveau humain est censé reconstituer ce qui manque et qu'il n'a pas été démontré que cela changeait beaucoup la perception et l'agrément de la musique. La fréquence fondamentale de la plus haute note du piano est à 4 186 Hz. D'autres, comme H. A. Hartley, expliquent que cela dénature totalement les qualités du son et les timbres, car les nombreuses harmoniques des instruments de l'orchestre ne sont pas reproduites (voir le graphique dans Wireless World du 4 mai 1932). On lui attribue parfois l'invention du terme « high fidelity » car il s'en donne la paternité rétrospectivement dans son ouvrage Audio Design Handbook en 1958 :
« I invented the phrase "high fidelity" in 1927 to denote a type of sound reproduction that might be taken rather seriously by a music lover. »
« J'ai inventé l'expression haute fidélité en 1927 pour désigner un type de reproduction sonore susceptible d'être pris au sérieux par un amateur de musique. »
Toujours d'après le Oxford English Dictionary, la deuxième occurrence du terme « high fidelity » apparaît dans les colonnes du magazine anglais Wireless World le 19 octobre 1934, à propos des émissions de la nouvelle station de radio de New York, X2XR, qui diffuse alors deux heures par jour, sur une largeur de fréquences de 20 000 Hz (correspondant au spectre de l'audition humaine) :
« […] (W2XR) the world's first bona fide high fidelity station. […] The channels are 20 kc/s wide, or twice the breadth of the conventionnal radio band. »
« […] (W2XR) la première véritable station de haute fidélité au monde. […] Les canaux ont une largeur de 20 kc/s, soit deux fois la largeur de la bande radio conventionnelle. »
On trouve, dans le même article, la mention selon laquelle des « high fidelity » receiver venaient d'être introduits, poussant les stations de radio à évoluer, comme dans un jeu de « saute-moutons », car il y avait un lien étroit entre le développement des appareils de réception et la qualité de la radiodiffusion.

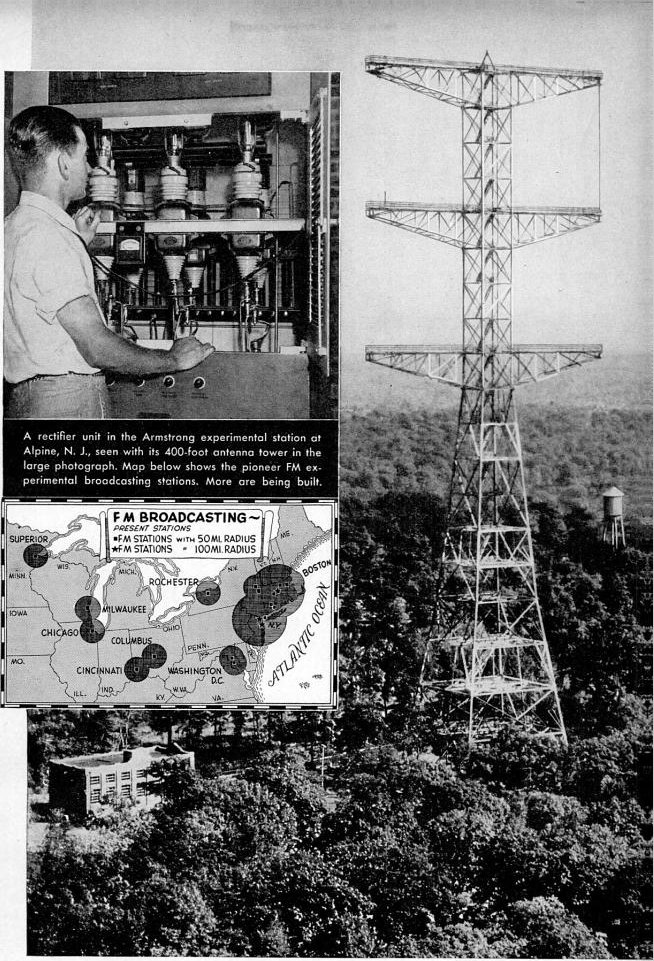
La première station FM (W2XMN) construite par Edwin Armstrong en 1938 à Alpine, New Jersey, États-Unis. La carte montre le réseau des stations FM en 1940.

En 1942, Edwin Armstrong (voir ci-dessus), qui avait commencé à déployer un réseau de stations de haute fidélité à partir de 1938, réalise une démonstration de radiodiffusion FM à partir de l'Empire State Building à New York. Mais la guerre retarde le développement de ce procédé, qui sera ensuite encore longtemps délaissé, pour diverses raisons, malgré sa supériorité sur la AM. De façon générale, le développement de l'audio stagne durant la Seconde Guerre mondiale car les ingénieurs en électronique se concentrent sur d'autres domaines importants pour la guerre, comme l'amélioration des radars.
Dans l'après-guerre, le « saute-moutons » reprend, mais l'idée était déjà établie qu'il ne servait à rien de développer des appareils de reproduction plus performants si la source ne l'était pas également, et réciproquement. Cela préfigurait la notion d'une « chaîne de haute fidélité », dans laquelle chaque maillon est important.
À côté de la question de la bande de fréquences sonores reproduites, se faisaient jour d'autres aspects de la « haute fidélité », comme la question de la distorsion et de la réponse transitoire des amplificateurs. Jusque-là, le cinéma s'était accommodé d'amplificateurs ayant un taux de distorsion de 5 % , basés sur l'amplificateur de Edward W. Kellogg (en). En 1947, l'ingénieur écossais David Theodore Nelson Williamson (en), qui travaillait auparavant pour la compagnie Marconi-Osram, crée un nouvel amplificateur nommé « Williamson » (en) qui, bien que sa puissance restait faible, de l'ordre de 15 W, et plutôt destiné à la sphère domestique, révolutionne les standards de l'amplification, faisant le saut vers de nouveaux standards « haute fidélité ». Il présentait, sur tout le spectre audible (entre 10 et 20 000 Hz) : une très faible distorsion, une réponse linéaire, un très faible déphasage, une bonne réponse transitoire, une faible impédance de sortie et un bon facteur d'amortissement. Williamson en diffusa le modèle dans la communauté des DIY (Do it yourself) par le biais d'un ensemble d'articles et de brochures publiés entre 1947 et 1952. Parallèlement, dans les années 1940, Harold Leak (en) et Peter Walker (Quad) commercialisèrent au Royaume-Uni des amplificateurs de ce même niveau d'exigence.

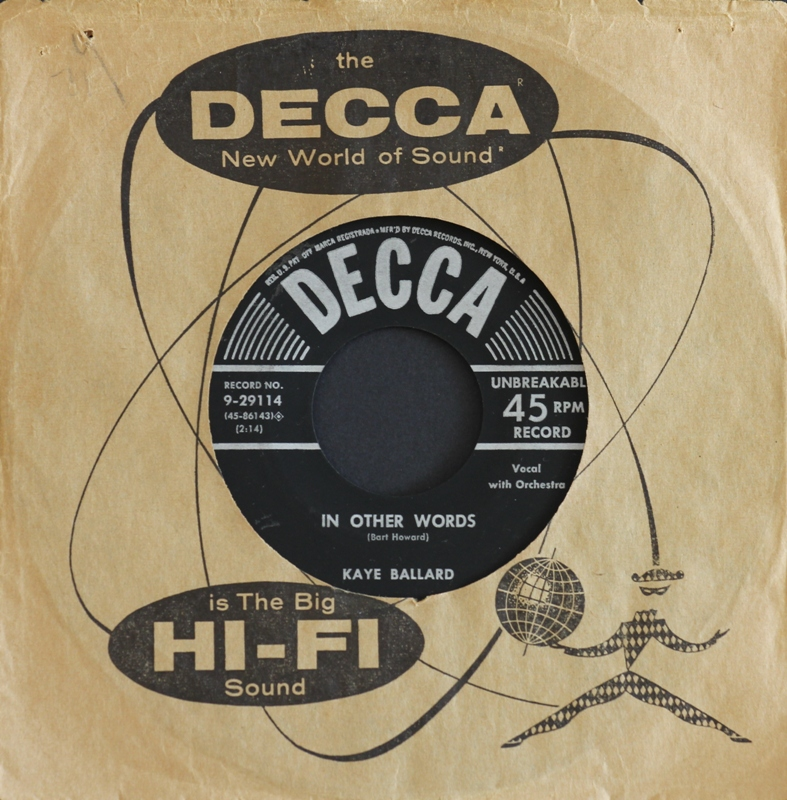
Disque Decca 45 tours, avec la mention en, 1954.

Du côté du phonographe et du disque, RCA travaillait déjà sur des améliorations à la fin des années 1930. Mais la guerre, là aussi, avait ralenti les choses. En 1947, la compagnie Decca lance au Royaume-Uni un nouveau standard de disques, « Full Frequency Range Recording » (ffrr), qui reproduit les fréquences sonores sur la plage 80-15 000 Hz, ce qui était certes inférieur aux meilleures stations de radio. Ces disques utilisaient toujours le support ancien, lourd et fragile, à 78 tours par minute, issu du temps de la reproduction mécanique à aiguille. Leur importation aux États-Unis précipita la réponse de l'industrie américaine et la sortie des nouveaux disques microsillons, fabriqués en polychlorure de vinyle, dont la plage de fréquences allait jusqu'à 16 000 Hz. Columbia Records sort le premier 33 tours 1/3 en 1948. Il est dénommé « Long Play » (LP), « longue durée », car il permet d'enregistrer 23 minutes sur chaque face. RCA lance le 45 tours en 1949. Ces formats seront vite adoptés partout.
Toutes ces évolutions font naître une véritable industrie de la Hi-fi. Cette période, jusqu’au milieu des années 1960, nommée l’« âge d’or de l’audio » par certains, voit l’arrivée de nombreux nouveaux acteurs dans le domaine.
En avril 1951, paraît le premier numéro du magazine américain High-Fidelity dédié à tout ce qui intéresse les « audio-philes ». Son créateur, Milton B. Sleeper, est un ingénieur électronicien de 55 ans, ami de Edwin Armstrong, qui avait été, dans les années 1940, l'un des premiers défenseur de la FM et avait déjà édité un premier magazine qui lui était consacré.
En France, en 1952, la salle de cinéma du Grand Rex, à Paris, doit s'équiper en CinemaScope pour la projection du film La Tunique l'année suivante. Les responsables de la 20th Century Fox tiennent à ce que la qualité du son, stéréophonique sur quatre canaux enregistrés sur des pistes magnétiques, soit aussi remarquable que l'image. L'équipement sonore de la salle est confié à Georges Cabasse, qui avait créé La Maison du Haut-Parleur quelque temps auparavant. C'est le début de l'entreprise Cabasse qui réalisera des électroniques, des haut-parleurs et des enceintes d'un haut niveau d'exigence. Cabasse participa en avril 1957, à Paris, à la première « Semaine de la haute-fidélité », exposition sous l'égide de la Revue du son et de la Radiodiffusion-télévision française (RTF), en compagnie de Pathé-Marconi, Philips, Ducretet Thomson, Avialex, Filson, Gaillard, Film & Radio et Teppaz.
Dès la fin d’année 1960, le passage à la stéréo, l’invention des cassettes puis du CD (commercialisé depuis le début des années 1980) vont contribuer au changement des pratiques sonores. La baisse des coûts et la numérisation des matériels d'écoute vont privilégier la quantité à la qualité du son. Ces changements vont alors causer un certain déclin de la Hi-fi selon certains spécialistes.
Dans le sillage du succès des DVD (début des années 2000), la généralisation actuelle des liaisons sans fil (wifi, Bluetooth) et des appareils connectés à Internet imposent une nouvelle forme de domotique sonore dans les foyers. On constate ainsi une évolution inéluctable de la Hi-fi vers une forme de plus en plus intégrée et qui tend vers le tout numérique.
Les systèmes multi-canaux nécessaires pour exploiter pleinement les disques SACD, DVD audio et autres Blu-ray musicaux (auxquels il faut ajouter les films et les jeux vidéo) sont devenus pratiquement incontournables.
Encore plus récemment, la dématérialisation des sources musicales liée aux gains en puissance permanents de l’informatique domestique séduit de plus en plus d’adeptes, y compris parmi les puristes audiophiles.
Seul le domaine de la reproduction acoustique proprement dite se trouve peu affecté par cette (r)évolution et le marché des enceintes acoustiques classiques demeure aussi international que pléthorique.
En parallèle avec l’équipement traditionnel (l’inamovible trilogie lecteur-ampli-paire d’enceintes) plutôt situé en haut de gamme mais toujours disponible — on observe même un regain d’intérêt significatif pour le « vinyle » —, une offre considérable de nouveaux équipements soutient cette tendance : processeurs audio-vidéo, lecteurs réseaux dédiés (en concurrence avec les sites de streaming musical), convertisseurs de tous formats, barres de son, systèmes « multi-rooms », casques et enceintes sans fil ont ainsi envahi les allées des salons spécialisés.

## Principes de base
La définition la plus courante, bien qu'elle soit trop connotée « électronique » est « un fil droit avec du gain ». Ce qu'on pourrait traduire en termes plus courants par « reproduction à l'identique avec la puissance nécessaire ». Suivant cette définition, la haute-fidélité s'interdirait toute modification du signal original. Il s'agit toutefois d'une sorte de déclaration de principe, loin d'être toujours suivie.
- La stéréophonie : même si rien n'interdit une haute-fidélité monophonique, la haute-fidélité a été indissolublement associée à la stéréophonie, couramment nommée « stéréo ». En effet son développement technique et commercial a été contemporain de l'apparition puis de la diffusion du vinyle stéréo au cours des années 1960. La stéréo a aussi l'intérêt de permettre une restitution réaliste de l'espace sonore (placement des instruments et des artistes sur une scène par exemple) qui permet donc de se rapprocher de la prestation originale[17].
- La bande passante : l'exigence sans doute la plus difficile à remplir pour reproduire fidèlement un message musical est la restitution sans atténuation ni accentuation de toutes les fréquences du spectre audible. Les équipements audio traditionnels se contentent d'en restituer l'essentiel soit, très souvent, la simple bande téléphone (300 Hz - 3 400 Hz). Le grave et les sons les plus aigus sont sacrifiés. La haute-fidélité entend naturellement les reproduire ou du moins en reproduire l'essentiel[18].
- La dynamique : une musique peut contenir des passages très forts et d'autres très faibles. La différence entre les deux est appelé dynamique. Pour la reproduire, il faut naturellement que le système haute-fidélité reproduise les passages les plus faibles au-dessus du bruit de fond. Il devra alors être capable de reproduire les passages les plus forts à un niveau conforme à la dynamique de l'enregistrement. De ce fait, une chaîne haute-fidélité doit impérativement (pour utiliser un terme courant) être puissante (par rapport aux équipements courants) et (plus exactement) avoir des capacités dynamiques élevées[19].
- La distorsion : toute modification autre que le gain entre le signal d'entrée et le signal de sortie est évidemment à proscrire. Il existe de multiples formes de distorsion, la plus connue étant la distorsion harmonique. Les exigences pour la haute-fidélité varient mais se situent à des valeurs inférieures à 1 % pour le taux de distorsion harmonique (THD). En dessous de cette valeur, l'audibilité de la distorsion est très discutable[20]. Pour une très bonne qualité d'écoute, il faudrait envisager un THD inférieur à 0,1 %.

## Normes et leurs caractéristiques
Il existe différentes normes (NF, DIN, ISO, CEI, JIS, etc.) censées assurer que l'on peut bien appliquer l'étiquette « haute-fidélité » à un équipement. Certaines sont anciennes et obsolètes, les autres se rejoignent dans les grandes lignes, mais diffèrent dans les détails. Par exemple, certaines de ces normes ne se contentent pas de garantir une large gamme de fréquence, mais incorporent des règles relatives au rapport signal sur bruit, à la compression sonore, etc. Toutes les normes utilisées actuellement incluent la stéréophonie dans leurs caractéristiques de base.
La norme allemande DIN 45500, qui est la plus connue en France et sert souvent de référence, date des années 1960. Obsolète, elle a été remplacée, en Allemagne, par la norme DIN EN 61305 qui dispose d'une déclinaison française NF EN 61305.
Les normes à caractère national ont souvent été utilisées pour protéger un marché intérieur en rendant plus difficile l'importation et la diffusion de matériels venus d'autres pays. Même si cette époque semble largement révolue, il faut s'en souvenir et ne pas attacher trop d'importance à certaines normes qui correspondent plus à une époque et des circonstances qu'à des logiques scientifiques et techniques.

## Chaîne haute-fidélité

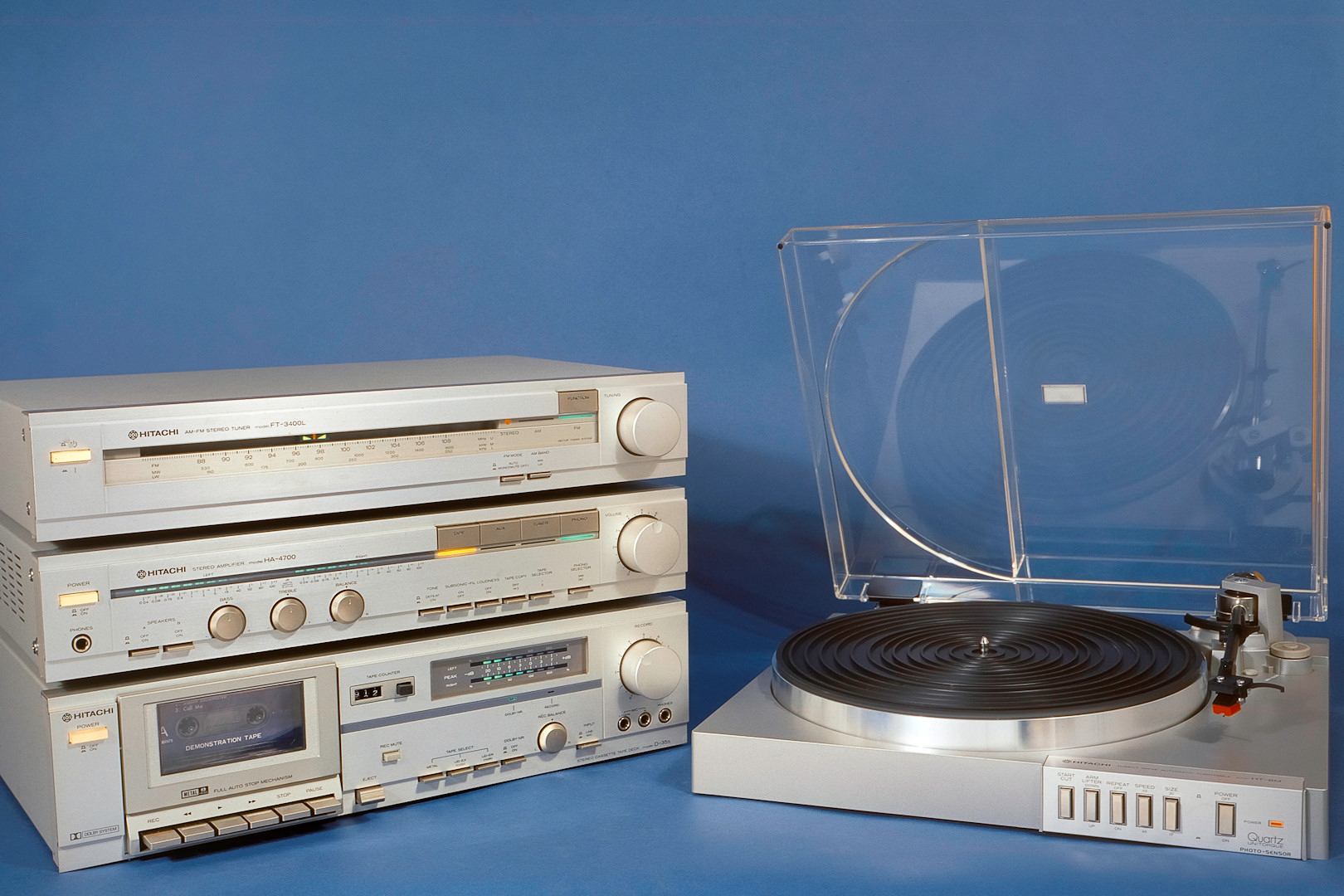
Chaîne haute-fidélité grand public des années 1980.

Pour restituer le son d'un enregistrement, il faut réunir un certain nombre d'équipements : au minimum, l'appareil lecteur (source), l'amplificateur (qui amplifie le signal issu de la source et fournit la puissance) et les haut-parleurs, enceintes ou casque (qui transforment le signal électrique en ondes sonores). Ces équipements sont reliés les uns aux autres et forment donc une chaîne. Ce terme en est venu à désigner, surtout pendant une période, l'ensemble des équipements haute-fidélité dont on disposait.
Sur le plan technique, l'interconnexion d'un nombre, plus ou moins grand, d'éléments séparés se justifiait pleinement aux débuts de la haute-fidélité, les circuits utilisés pouvant faire l'objet d'interférences par d'autres circuits trop proches et bon nombre d'entre eux étant susceptibles de dégager une chaleur importante. En revanche, les progrès de l'électronique ont rapidement permis de réunir dans un même appareil un grand nombre de fonctions sans réel inconvénient. Cette possibilité n'a cependant pas réellement conquis le monde de la haute-fidélité. D'une part le fait de pouvoir choisir un par un les éléments formant la chaîne était regardé comme important par les passionnés et d'autre part, c'était un atout pour le commerce des équipements haute-fidélité, chaque revendeur pouvant se singulariser par le choix des éléments proposés. Toutefois des ensembles « tout en un » étaient évidemment une option intéressante pour le grand public, offrant à la fois une plus grande simplicité de mise en œuvre, un encombrement et un coût réduit. D'autant plus qu'à la chaîne haute-fidélité classique (souvent au format 19 pouces ou approchant) se sont ajoutées les chaînes « Midi » puis « Mini » et enfin « Micro » de taille de plus en plus réduite. Sur ces réalisations, le terme de « chaîne » est d'ailleurs souvent abusif : ces ensembles ont l'aspect d'éléments séparés (censés être plus prestigieux) mais, sur le plan technique, leurs éléments sont indissociables. Quand ils ne sont pas contenus dans un unique coffret, ils partagent des éléments techniques (comme l'alimentation) et sont interconnectés par des liaisons propriétaires : ils ne peuvent fonctionner séparément.

## Sources Hi-fi
Le problème premier de la haute-fidélité a toujours été celui de la source d'enregistrements et, plus largement, de musique de qualité. Naturellement, il ne s'agit pas de goûts musicaux mais de qualité technique.
- Le disque microsillon : introduit à partir des années 1950 et devenu stéréophonique à partir de 1958, il a longtemps été le seul support possible pour la hi-fi. Il est resté le support principal jusqu'à l'arrivée sur le marché du disque compact (CD) en 1983. La recherche d'une lecture optimale de ses disques a été un souci constant de la part de l'amateur.
- Le tuner FM est un récepteur radio sans amplification ni haut-parleur, à raccorder sur un amplificateur hi-fi. Dès les années 1950, la Radiodiffusion-télévision française (RTF) commençait des émissions en modulation de fréquence (FM) monophoniques puis stéréophoniques. Pendant longtemps, la radio FM fut la seule source hi-fi permettant d'accéder à de la musique dont on ne possédait pas l'enregistrement. Le tuner FM a donc fait partie des éléments importants d'une chaîne hi-fi. En France, son importance s'est d'ailleurs accrue à partir de 1981 avec la fin du monopole étatique sur la radiodiffusion et le phénomène des « radios libres ».
- Les magnétophones et la cassette : les magnétophones à bande, utilisés pour les enregistrements professionnels, ont connu des déclinaisons grand public et des modèles hi-fi. Toutefois, leur coût et leur encombrement en ont fortement limité la diffusion. Une solution de remplacement a été trouvée avec la cassette qui n'était en rien prévue pour la hi-fi mais qui a été adaptée pour cet usage par une amélioration de sa qualité et de celle des appareils. La « platine cassette » est ainsi vite devenue un élément essentiel de la « chaîne », même si nombre d'amateurs lui ont toujours dénié le qualificatif de « haute-fidélité ». C'était, en effet, le seul outil pratique pour enregistrer (par exemple la radio FM) et pour dupliquer un disque.
- le CD est arrivé sur le marché à partir de 1983 ; il est rapidement devenu, en dépit des réticences de nombre d'amateurs peu enclins à faire le saut vers le numérique, la source de référence de la hi-fi[23]. Offrant à la fois une utilisation beaucoup plus pratique et sûre que le « vinyle » et des performances techniques bien meilleures, il s'est d'autant plus imposé que le coût des lecteurs de CD n'a cessé de diminuer au fil des années.

## Limites techniques et solutions

### Spectres sonores réels
Le spectre sonore est souvent divisé, par convention, en trois sections. Le grave, le médium et l'aigu, avec respectivement des gammes de fréquences approximatives variant de 20 à 150 Hz, de 150 Hz à 2 kHz et de 2 à 20 kHz. Des divisions plus fines sont souvent utilisées par les spécialistes, telles qu'extrême-grave, bas-médium, haut-médium, extrême-aigu. Dans tous les cas il s'agit de conventions, une approche plus technique se référant à l'échelle des fréquences. On retrouve logiquement la gamme de fréquences 20 Hz - 20 kHz que l'oreille humaine jeune perçoit. Le spectre sonore est représenté suivant une échelle logarithmique sur un diagramme de Bode afin d'offrir une correspondance avec les sensations de l'audition humaine.

### Problèmes
Les matériaux utilisés pour l'enregistrement à partir de microphones et pour la restitution sonore à l'aide de haut-parleurs ne permettent pas facilement de travailler sur un signal de qualité hi-fi.
La restitution du numérique pose principalement trois problèmes :
- la définition du standard de conversion qui ne peut plus être améliorée ensuite ;
- la constitution du signal à l'enregistrement qui est une conversion analogique → numérique ;
- la restitution du signal à l'écoute qui est une conversion inverse numérique → analogique.

Le transport quant à lui est en général très largement maîtrisé, tant que l'on reste sur la partie numérique.
La restitution du signal analogique pose principalement quatre problèmes :
- le transport qui est pollué par tout l'environnement électromagnétique ;
- les systèmes de lectures qui sont influencés par leur environnement ;
- le couplage entre amplificateur et enceintes, qui réagissent entre eux ;
- le couplage des enceintes avec leur environnement.

En conclusion, l'introduction du numérique permet d'optimiser le transport du signal analogique initial, il suffit de repousser la conversion au plus près de l'appareil de restitution final (l'amplificateur et les enceintes), et la conversion inverse au plus près des instruments. Mais s'il élimine une bonne partie des défauts liés à l'environnement, il crée ses propres défauts que l'on retrouve aux deux extrémités dans les conversions analogique-numérique et inversement.

### Techniques de restitution
À partir d'une source (numérique ou analogique), un signal électrique est créé, il est ensuite amplifié et envoyé vers des haut-parleurs qui transforment le signal électrique en ondes sonores qui voyageront jusqu'à l'oreille de l'auditeur. Chacune de ces étapes doit être réalisée avec soin, chaque élément étant source de dégradation possible. C'est ainsi qu'est née la notion de chaîne haute-fidélité ou chaque élément fait partie d'une chaîne.
Le processus de restitution du son était relativement stable jusqu'à l'arrivée de l'informatique, qui offre des possibilités très diverses dans la restitution du son. (Voir Son numérique.)
Historiquement, la restitution du son se faisait avec la voix ou avec des instruments dédiés qui produisaient leur propre son (bâton de pluie). En 1877, Edison a déposé le brevet d'un outil permettant de graver le son : le phonographe (littéralement). L'appareil consiste en quatre éléments : un système d'amplification, un système de captation du son, un outil d'écriture et un support d'enregistrement. Dans les faits, on a un cornet, un diaphragme, une aiguille et un cylindre sur lequel on grave le son. Ce système est réversible.
Ces éléments sont toujours valables de nos jours, mais, de la même manière que l'on a des cordes vocales et une oreille, la technologie a préféré optimiser ces éléments pour chaque activité : enregistrement sonore et reproduction.
L'arrivée de l'électricité a été une formidable aide dans l'enregistrement et la reproduction sonore. En effet, l'élément critique de la chaîne est le couple diaphragme/aiguille qui est très peu efficace car de très faibles énergies sont en jeu, ce qui rend la gravure difficile et peu fidèle à l'original. La restitution est également d'un niveau très faible. L'électricité a permis de capter les vibrations du diaphragme (via un couple aimant/bobine), de les amplifier et ainsi de bouger l'aiguille de manière plus précise et plus fidèle (via un couple aimant bobine aussi). Le support est finalement devenu un disque (pour des raisons de capacité de stockage). La restitution du son possède le même étage d'amplification électrique mais à l'envers : le signal électrique produit par la bobine est amplifié puis transmis à un haut-parleur. Finalement, le diaphragme a évolué en une très fine et petite membrane pour le microphone, et en une membrane plus large pour ce que l'on appelle « haut-parleur ». Finalement, on se retrouve face au triplet microphone - platine tourne-disques - haut-parleur.
Il reste deux évolutions : la préamplification et la numérisation.
- La préamplification consiste à amplifier directement à la source le signal électrique produit par le microphone ou l'aiguille de la platine tourne-disques afin de limiter les parasites (soufflement et autres). En effet, le signal est tellement faible (mesuré en microvolts) qu'il est très facilement parasitable. Le signal est donc amplifié jusqu'à un ordre de grandeur proche du volt, beaucoup plus robuste et ainsi beaucoup plus facilement manipulable.
- Enfin, la numérisation permet une conservation parfaite du signal du moment qu'il a été numérisé : même avec tous les progrès réalisés, l'enregistrement et la lecture par une aiguille sont toujours restés les points critiques, détériorant plus ou moins le son. La numérisation consiste à mesurer très souvent (44 100 fois par seconde pour un disque compact) l'intensité du signal électrique provenant du microphone, et de lui attribuer une valeur entière (entre −32 768 et 32 767 pour un enregistrement 16 bits, comme sur un CD). Ces nombres sont enregistrés sur un support numérique (bande, puis disque laser, puis clé USB). En stéréo, cela fait 2 × 44 100 × 16 bit/s, soit 635 mégaoctets par heure. C'est ce qui explique que sur un CD, on ne puisse coder qu'environ 74 min de musique.

Aujourd'hui, différents effets et filtres sont venus s'intercaler entre les différents éléments de cette chaîne sonore afin d'optimiser le son. De plus des formats de compression numériques sont arrivés pour faire prendre moins de place à la musique, souvent avec une perte du signal minimisée (MP3, WMA, etc.).

## Fidélité sonore

### Définition
La fidélité sonore et la hi-fi sont nées du désir de capturer le monde et de le reproduire le plus fidèlement possible afin de moins en moins être capable de distinguer l’original de la copie.

### Analogique et numérique
Au milieu des années 1980, les audiophiles débattent quant à la supériorité de l'analogique sur le numérique et plus spécifiquement du vinyle sur le disque compact (CD). Ils reprochent au son numérique d’être stérile, froid et dépourvu d’émotion, en contraste avec l’analogique qui retransmet un son plus riche. Durant les deux décennies qui suivent, les ingénieurs réussissent à améliorer le rendu sonore des CD, mais il manque toujours de cohésion, d’intégrité et de musicalité selon ses détracteurs.
Les formats audio numériques haute définition modernes, PCM et DSD, offrent toutefois aujourd'hui des performances qui peuvent largement dépasser celles constatées lors des débuts de l'audio numérique. À tel point que le débat les concernant porte aujourd'hui sur l'utilité d'encoder de manière encore plus précise le signal audio numérique, dans la mesure où l’ouïe humaine semble dépassée au-delà de certaines fréquences d’échantillonnage et profondeurs de bit.
Les composants utilisés dans les convertisseurs numériques-analogiques (DAC) ont également bénéficié des progrès de la micro-informatique, avec des puces DAC toujours plus puissantes, des filtres numériques de meilleure qualité, et un soin porté à la conception des circuits d'alimentation et à l'isolation plus poussé. Ces améliorations qualitatives permettent de préserver la pureté du signal audio numérique à chaque étape du transport dans les appareils de bonne facture.
Enfin, l'enregistrement et la manière dont le processus de mixage et de mastering ont été réalisés ont également un effet notable sur la fidélité de la reproduction sonore offerte par une chaîne hi-fi.
Selon Eric Rothenbuhler et John Peters, deux professeurs de l’histoire des médias, l'analogique serait plus proche du son original car les bandes magnétiques utilisées garderaient une trace de la musique. Cette trace est matérialisée par les bosses et les creux que laisse l’enregistrement du son sur les bandes magnétiques. Ces reliefs sont même visibles à l’aide d’un microscope et d’un liquide spécial. Selon eux, il y a alors un lien physique et un rapport de fidélité entre le son d’origine et la copie sur bandes. Au contraire, ils pensent que le numérique ne fait que convertir le signal en binaire et serait donc plus éloigné et moins fidèle du son de départ. Ainsi l’enregistrement ne serait plus qu’une donnée et non plus de la musique.

### Ethnographie des audiophiles
Aujourd’hui, il existe une classe d’auditeurs qui investissent beaucoup d’argent pour acheter des équipements d’une fidélité extrême pour écouter de la musique. Souvent ils installent leurs propres espaces dédiés à l’écoute de musique, par exemple dans leur cave.
On distingue alors deux groupes d’auditeurs :
- les « golden ears » ou « oreilles d’or », qui vont plutôt faire confiance à leur oreille et investir dans des installations sonores qui selon eux ont une bonne fidélité sans en considérer les caractéristiques techniques ;
- les « meter readers » ou les « mesureurs », qui vont plutôt mesurer et utiliser les caractéristiques techniques à la recherche du meilleur son.